# 形象的叛逆
《形象的叛逆》（法語： [la tʁaizɔ̃ dez imaʒ]），又稱《這不是一個煙斗》，是1928年至1929年間比利時超現實主義畫家雷內·馬格利特繪製的一幅畫作。畫上只有一個煙斗，下書（直譯“這不是一個煙斗”）。另外此作亦有數個版本。

## 創作歷史
雷內·馬格利特在30歲上創作了《形象的叛逆》，除去這個名字外，還有其他稱呼如：Les Mots et Les Images、La Clé des Songes、Ceci n'est pas une pipe (L'air et le chanson)、Ceci n'est pas une pomme、Les Deux Mystères。
“這不是一個煙斗”一語可能是來自哲學家阿尔弗雷德·科日布斯基提出的「地圖不等於疆域」。畫家自己則說：
有名的煙斗啊，人們老是用這個來批評我。然而你能填滿我的煙斗嗎？你不能，因爲畫上的只是一種象徵，難道不是嗎？所以如果我寫下“這是一個煙斗”這樣的話，我就是在説謊了！

## 其他版本
其他版本包括1935年一個英語版本，背景為深灰色，文字以白色寫上「This is not a pipe」；1948年的版本，與原版的主要分別為背景和煙斗為木質、文字為大楷及刻於金屬板上；1952年贈送給Alexander Iolas，5¾x7英吋繪於卡片紙的水粉畫，主要分別為背景色較暗、文字為白色，現存於The Menil Collection；另外同年還有一個以墨水繪於紙上的版本，「CECI CONTINUE DE NE PAS ÊTRE UNE PIPE」（這仍然不是一個煙斗），背景為木質，文字刻於金屬板上。

## 擴展閲讀
- Allmer, Patricia. René Magritte: Beyond Painting, Manchester University Press, 2009. ISBN 0-7190-7928-4.
- Harkness, James, ed. Michel Foucault: This is not a Pipe, University of California Press, 2008. ISBN 0520236947.

## 外部連接
- G.S. Evans. . irreal (re)views. 2005  [2017-12-18]. （原始内容存档于2010-03-03） （英语）.